# 青森県立八戸工科学院
青森県立八戸工科学院（あおもりけんりつはちのへこうかかくいん）は、青森県八戸市桔梗野工業団地にある職業能力開発促進法に基づいて設置された職業能力開発校である。

## 設置訓練科
- 機械システム工学科
- 設備システム工学科
- 自動車システム工学科
- 制御システム工学科

## 所在地
- 青森県八戸市桔梗野工業団地二丁目5-30